# Viaducto de Conchi
El Viaducto de Conchi, también conocido como Viaducto del Loa, está situado sobre el Río Loa, a 68 km de Calama. Era utilizado inicialmente por la vía del Ferrocarril de Antofagasta a Bolivia. Se encuentra a 103 m sobre el río, completando un recorrido de 244 m de distancia. Se construyó en 1887 y 1888 y es uno de los puentes más altos de Chile.
En 1914, el ferrocarril fue trasladado de su posición original. Hoy, el puente lleva solamente tuberías y una vía acordonada.
Por Decreto 156, del Ministerio de Educación, publicado en el Diario Oficial el 3 de junio de 2015, fue declarado Monumento Nacional, en la Categoría de Monumento Histórico.